# Ub Iwerks

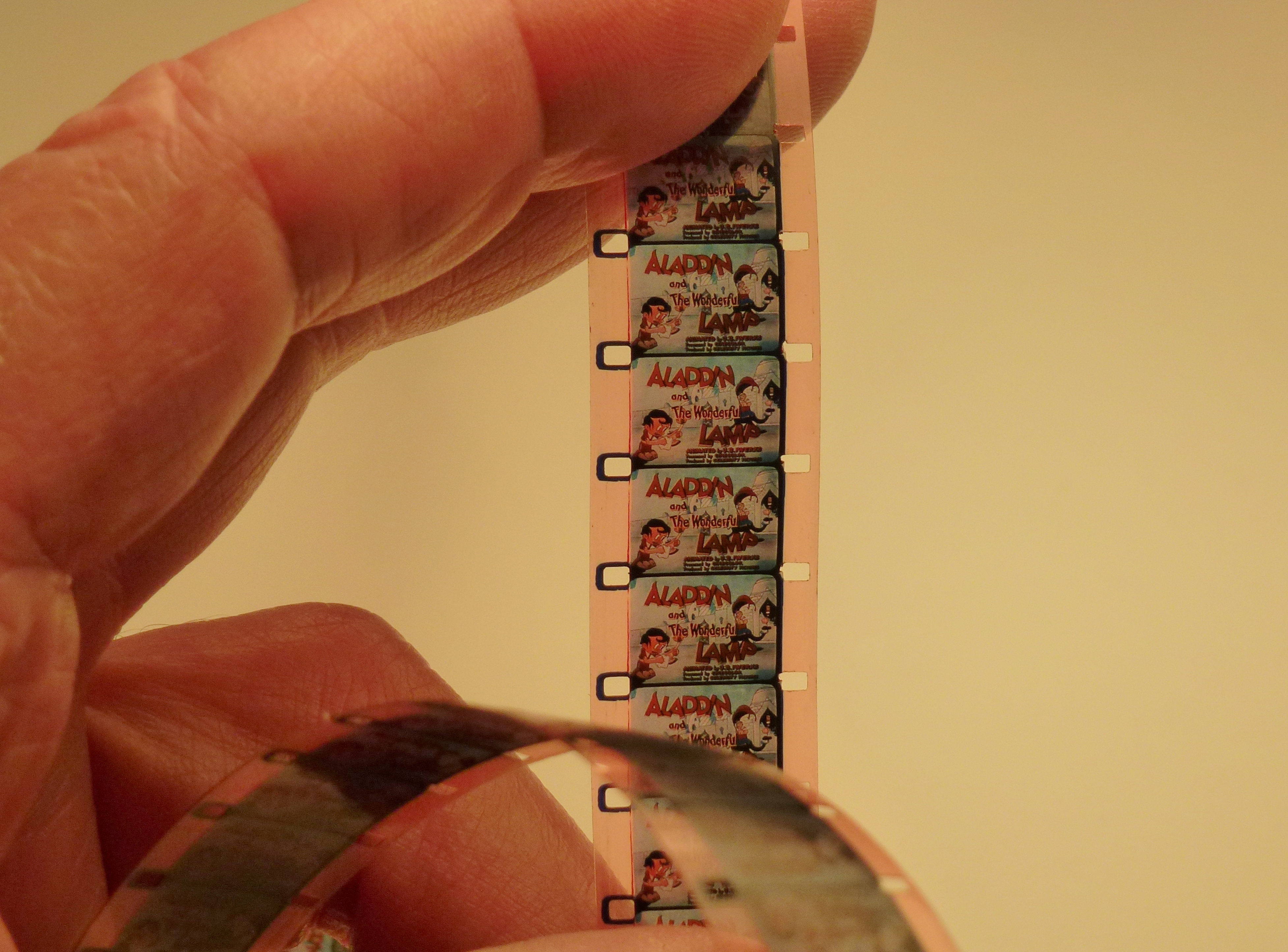
16 mm färgfilm Aladdin and the Wonderful Lamp, producerad i Cinecolor, 1930-tal.

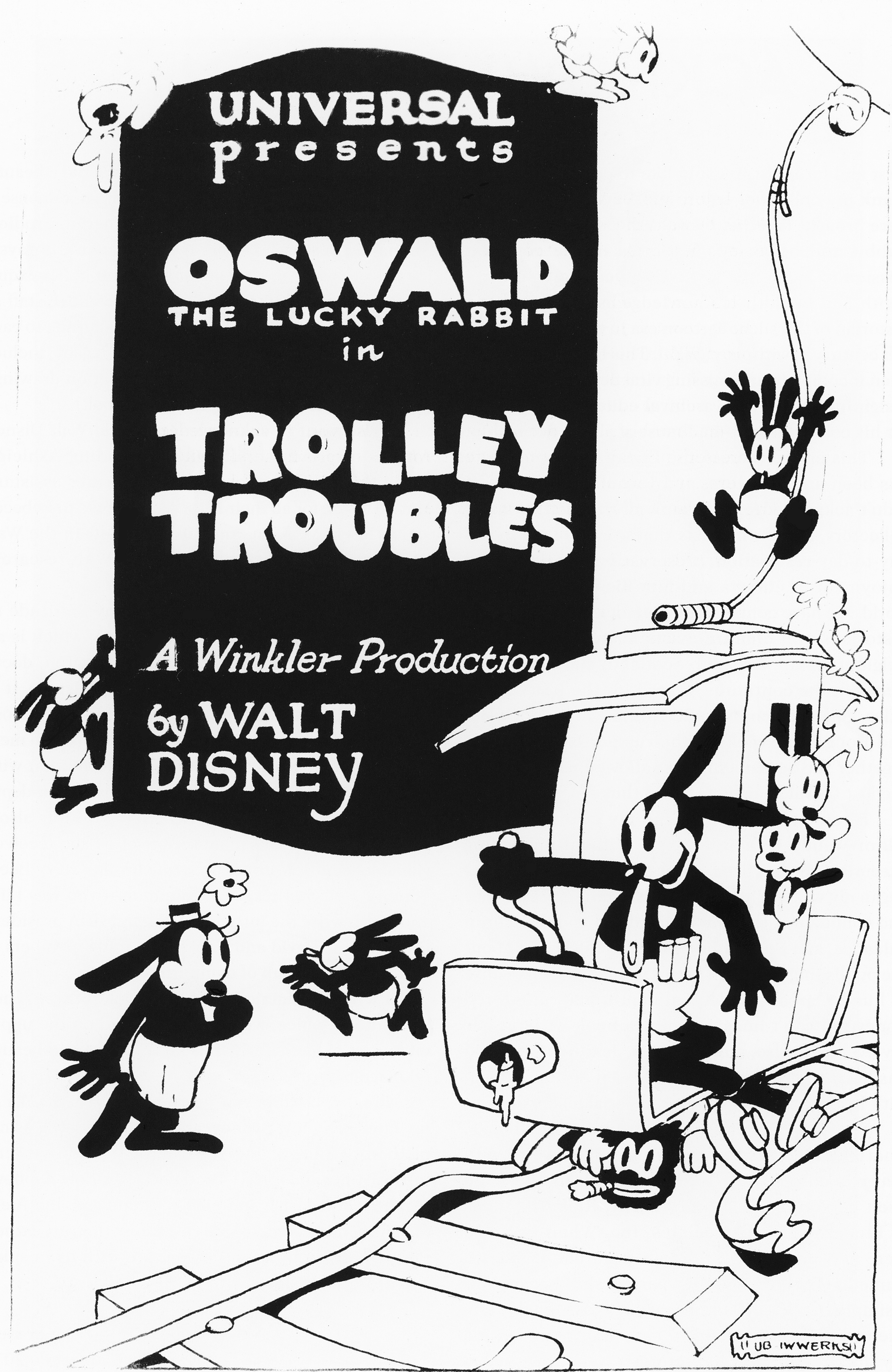
Oswald the Lucky Rabbit, tecknad för Walt Disney Productions.

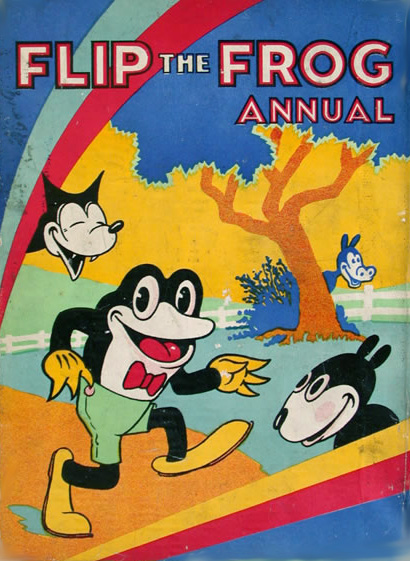
Flip the Frog.

Ubbe "Ub" Iwerks, ursprungligen Ubbe Ert Iwwerks (med två w), född 24 mars 1901 i Kansas City i Missouri, död 7 juli 1971 i Burbank i Kalifornien, var en amerikansk animatör och serietecknare, mest känd för sitt arbete hos Walt Disney Productions.

## Biografi
Ub Iwerks var ansvarig för den utmärkande stilen på Disneys tidigaste animerade filmer. Iwerks och Walt Disney lärde känna varandra i början av 1920-talet då de jobbade på Kansas City Film Ad Company i Kansas City där de gjorde tecknade reklamfilmer. Så småningom bildade de filmbolaget Laugh-O-Grams som bara efter ett år gick i konkurs. Senare kom de båda att jobba tillsammans igen då Disney bildat ett nytt filmbolag med sin bror. De första Musse Pigg-kortfilmerna var nästan enbart tecknade av Iwerks. Han ansågs vara Walt Disneys äldsta vän, och tillbringade större delen av sin karriär hos Disney. Iwerks och Disney hade dock ett bråk, och deras vänskap bröts när Iwerks skrev på ett kontrakt för en konkurrent och lämnade Walt Disney Productions för att starta en animationsstudio i sitt eget namn.
Iwerks Studio öppnade år 1930. Finansiärer ledda av Pat Powers misstänkte att Iwerks var ansvarig för en stor del av Disneys tidiga succé. Animationen vid Disney hade ett tag lidit av att Iwerks lämnat bolaget, men kom snart på fötter igen när Disney anställde nya unga animatörer. Iwerks Studio hade inga stora succéer och kunde inte konkurrera mot Disney och Fleischer Studios. Finansiärerna drog tillbaka sitt stöd från Iwerks Studio 1936 och företaget slog snart igen. Efter det arbetade Iwerks ett tag för Columbia Pictures innan han återgick för att arbeta för Disney 1940, men relationen mellan Iwerks och Walt Disney förblev kylig.
Efter att ha kommit tillbaka till Walt Disney Productions arbetade Iwerks huvudsakligen med att utveckla visuella specialeffekter, vilket ledde till en Oscarnominerad prestation för Alfred Hitchcocks film Fåglarna (1963). Han utvecklade också processen att kombinera spelfilm med animation, som i Sången om Södern (1946). Han arbetade även på WED Enterprises (nuvarande Walt Disney Imagineering) och hjälpte där till med att utveckla många av Disneys nöjesparksattraktioner under 1960-talet.
Iwerks mest berömda arbete förutom att animera Musse Pigg var Flip the Frog, som han gjorde för sin egen studio. Flip har likheter med karaktärer Iwerks ritat tidigare; Musse Pigg och Oswald the Lucky Rabbit.
Iwerks var känd för sina snabba ritningar och animationer och sin galna humor. Animatören Chuck Jones, som arbetade för Iwerks studio som ung, lär ha sagt "Iwerks is Screwy spelled backwards" ("Iwerks är "screwy" (tokig) skrivet baklänges").
Ub Iwerks dog 1971 av en hjärtinfarkt i sitt hem i Burbank vid en ålder av 70 år.

## Eftermäle
En dokumentärfilm, The Hand Behind the Mouse: The Ub Iwerks Story släpptes 1999, vilken följdes av en bok skriven av Leslie Iwerks och John Kenworthy 2001.